# Chibchea mapuche
Chibchea mapuche är en spindelart som beskrevs av Huber 2000. Chibchea mapuche ingår i släktet Chibchea och familjen dallerspindlar. Inga underarter finns listade i Catalogue of Life.